# B. B. King
B. B. King, Riley B. King (Berclair, Mississippi, 1925. szeptember 16. – Las Vegas, Nevada, 2015. május 14.) többszörös Grammy-díjas amerikai bluesgitáros. Minden idők egyik leghíresebb bluesgitárosa, aki még 89 éves korában is aktív előadó volt.

## Életpályája
Egy ültetvényen született a Mississippi állambeli Berclairben. 9 évesen kezdett gitározni, közben kórusba is járt, ahol énekelni tanult. 20 éves korában Memphisbe ment unokatestvéréhez, ahol kezdetben utcazenélésből próbált megélni, később a helyi WDIA rádióállomás lemezlovasaként dolgozott, amivel regionális szinten ismertté vált. Lemezlovasként kapta a „The Beale Street Blues Boy” becenevet, mely később „Blues Boy King”-re, végül csak B. B. Kingre rövidült. Egy idő után ismét  a gitár felé fordult, és a Modern Records kiadásában elkészítette első felvételeit.
1968-ban Johnny Winterrel és Mike Bloomfielddel koncertezett nagy sikerrel, aminek következtében a The Rolling Stones 1969-ben meghívta amerikai turnéjára. Ugyanebben az évben játszotta fel Rick Darnell és Roy Hawkins The Thrill Is Gone című dalát, mellyel már nem csak a blues-, de a poplisták élére is felkerült. A dal sikereinek köszönhetően King egyre inkább a kommersz popzene felé fordult. Egyre keresettebb előadó lett, dalai megjelentek tv-reklámokban, tv-show-kban, ugyanakkor egyre kevesebb lemezt adott ki.
Munkássága elismeréseként 1984-ben beválasztották a Blues Foundation Hall Of Fame-be, 1987-ben pedig a Rock And Roll Hall Of Fame-be. Minden idők legaktívabb zenésze volt, még 70 éves korán túl is évi 200 fellépése volt. Szenvedélyes szerencsejátékos lett, vegetáriánus volt, nem ivott alkoholt és nem dohányzott. Állítása szerint tizenöt gyermek apja volt, melyek mind más anyától származnak.
1992-ben játszott Gary Moore After Hours című albumán.
1993-ban részt vett a Blues Summiton, 2000-ben pedig elkészítette az Eric Claptonnal közös, Riding with the King című lemezt. 2005-ben a University of Mississippi díszdoktorává avatták.
2014 októberében Chicagóban lett rosszul a színpadon, ezután lemondta összes koncertjét és nem állt többé színpadra.

## Halála
Évekig 2-es típusú cukorbetegségben szenvedett, kiszáradás miatt is kezelték. Álmában érte a halál Las Vegasban, 2015. május 14-én.

## Zenéje
A kisgyerek korától gitározó King soha nem járt tanárhoz, tudását teljes egészében autodidakta módon sajátította el. Az évek során folyamatosan fejlődött technikája, és pár év alatt a bluesvilág egyik legjellegzetesebb gitártechnikáját tudhatta magáénak. Stílusában érződik a delta blues lüktetése, de ezt a hangzást sikerrel vegyítette a kor más gitárosaira jellemző dzsesszes motívumokkal, így létrehozva az eredeti B. B. King-hangzást.
Saját bevallása szerint az akkordjáték sosem volt az erőssége, de tempóérzéke, ujjvibratója, és az egész dallamjátéka egyedülálló.

## Diszkográfia
1. King of the Blues (1960)
2. My Kind of Blues (1960)
3. Live at the Regal (Live, 1965)
4. Lucille (1968)
5. Live and Well (1969)
6. Completely Well (1969)
7. Indianola Mississippi Seeds (1970)
8. B.B. King In London (1971)
9. Live in Cook County Jail (1971)
10. Lucille Talks Back (1975)
11. Midnight Believer (1978)
12. Live Now Appearing at Ole Miss (1980)
13. There Must Be a Better World Somewhere (1981)
14. Love Me Tender (1982)
15. Why I Sing the Blues (1983)
16. B.B. King and Sons Live (Live, 1990)
17. Live at San Quentin (1991)
18. Live at the Apollo (Live, 1991)
19. There is Always One More Time (1991)
20. Deuces Wild (1997)
21. Riding with the King (2000)
22. Reflections (2003)
23. The Ultimate Collection (2005)

### Vendégzenészként
1. After Hours (Gary Moore album) (1992)

## Filmográfia
1. The Electric B.B. King – His Best (1960)
2. Great Moments with B.B. King (1981)
3. The King of the Blues: 1989 (1988)
4. Got My Mojo Working (1989)
5. King of the Blues (Box Set, 1992)
6. Why I Sing the Blues (1992)
7. Martin Scorsese Presents the Blues: B.B. King; (2003)
8. Ultimate Collection (2005)